# モールデン (マサチューセッツ州)
モールデン（英: Malden）は、アメリカ合衆国マサチューセッツ州のミドルセックス郡にある都市。ボストンの北に位置している。人口は6万6263人（2020年）。
2009年、雑誌「ビジネスウィーク」からマサチューセッツ州で「子供を育てるための最良の場所」に挙げられた。

## 歴史

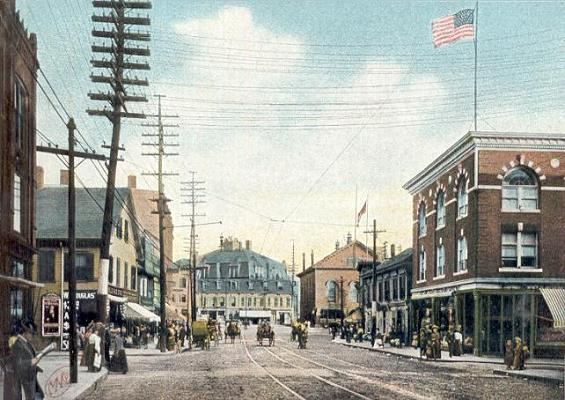
プレザント通り、1906年頃

モールデンはミスティック川北の丘の多い森林地であり、1629年にペナクック族インディアンから購入した土地に、1640年になってピューリタンが入植した。この地域は当初「ミスティック・サイド」と呼ばれており、チャールズタウンに属していた。1649年に別の町として法人化された。モールデンと言う名前は、初期開拓者で土地所有者だったジョセフ・ヒルズが選んだものであり、イングランドのモールドンから採られていた。当初の領域には現在隣接するメルローズ市（1850年まで）やエバレット市（1870年まで）を含んでいた。
アメリカ独立戦争のとき、町の人口は約1,000人であり、市民はイギリスによる抑圧に対する抵抗に早くから巻き込まれた。1770年には1766年歳入法に抵抗して、茶の消費をボイコットした。イギリス帝国からの分離を植民地政府に請願した最初の町でもあった。
モールデン高校は隣接するメドフォード高校とアメリカンフットボールの対抗試合を続けており、アメリカ合衆国国内でも2番目に古い連続して続いている対抗戦となっている。最初の「感謝祭の日試合」は1889年のことだった。
1984年、モールデンはフェルズエーカーズ・デイケアセンター就学前裁判が議論を呼んだことで全国に知られた。
2004年、5月17日午前9時15分、ケンブリッジ市役所で、モールデンの同性カップルがマサチューセッツ州では初めて結婚した。マサチューセッツ州はアメリカ合衆国では初めて同性婚を認めた州になっていた。

## 地理

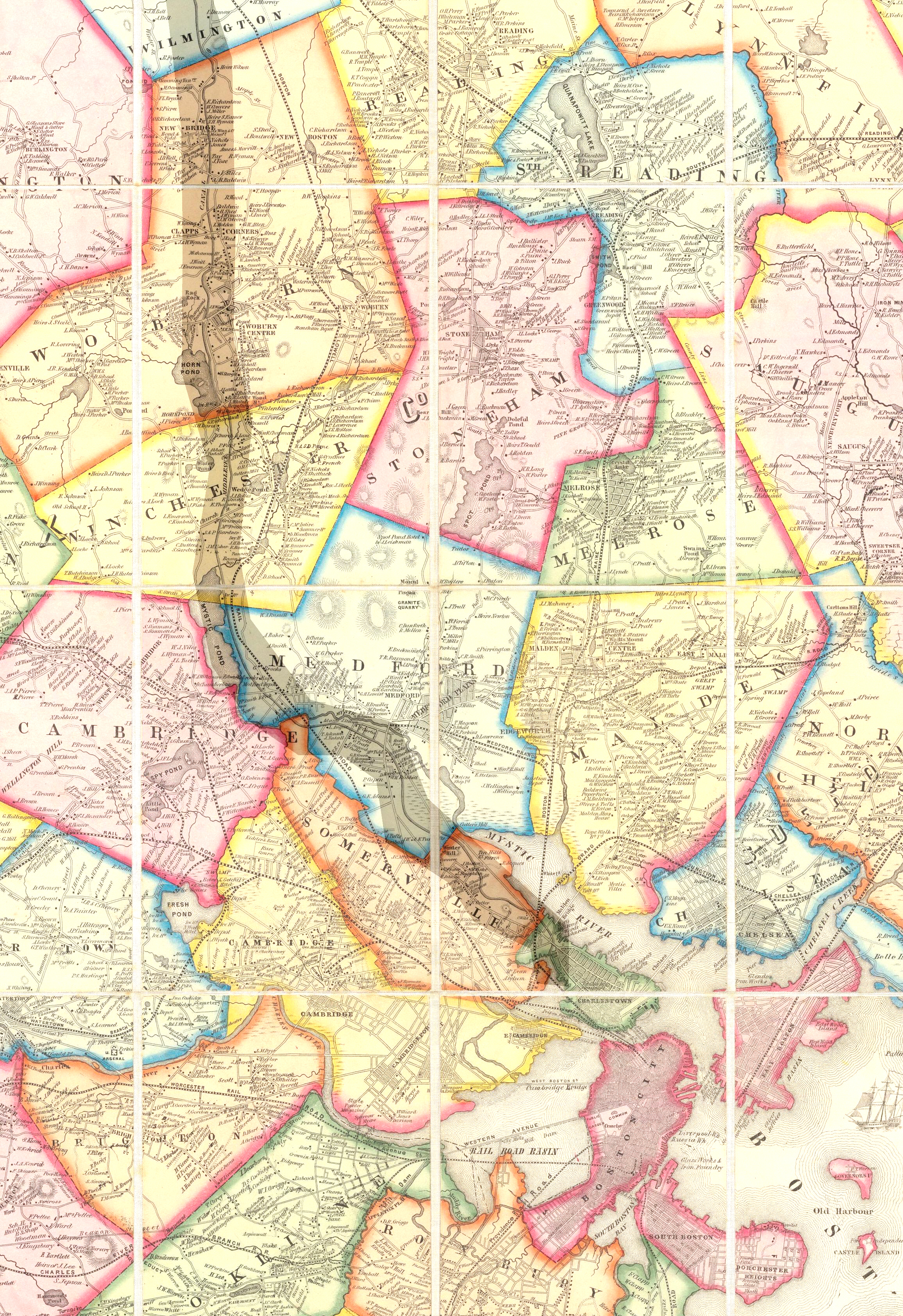
1852年のボストン周辺地図、モールデンも入っている

モールデン市は北にメルローズ市、北西にストーナム町、西にメドフォード市、南にエバレット市、東にリビア市、北東にソーガス町と接している。ウェイツ山が市内の最高地点である。
アメリカ合衆国国勢調査局に拠れば、市域全面積は5.1平方マイル (13 km2)であり、このうち陸地5.1平方マイル (13 km2)、水域は0.04平方マイル (0.10 km2)で水域率は0.78%である。しの北側市境はミドルセックスフェルズの崖がある。市内をモールデン川が流れている。

## 人口動態

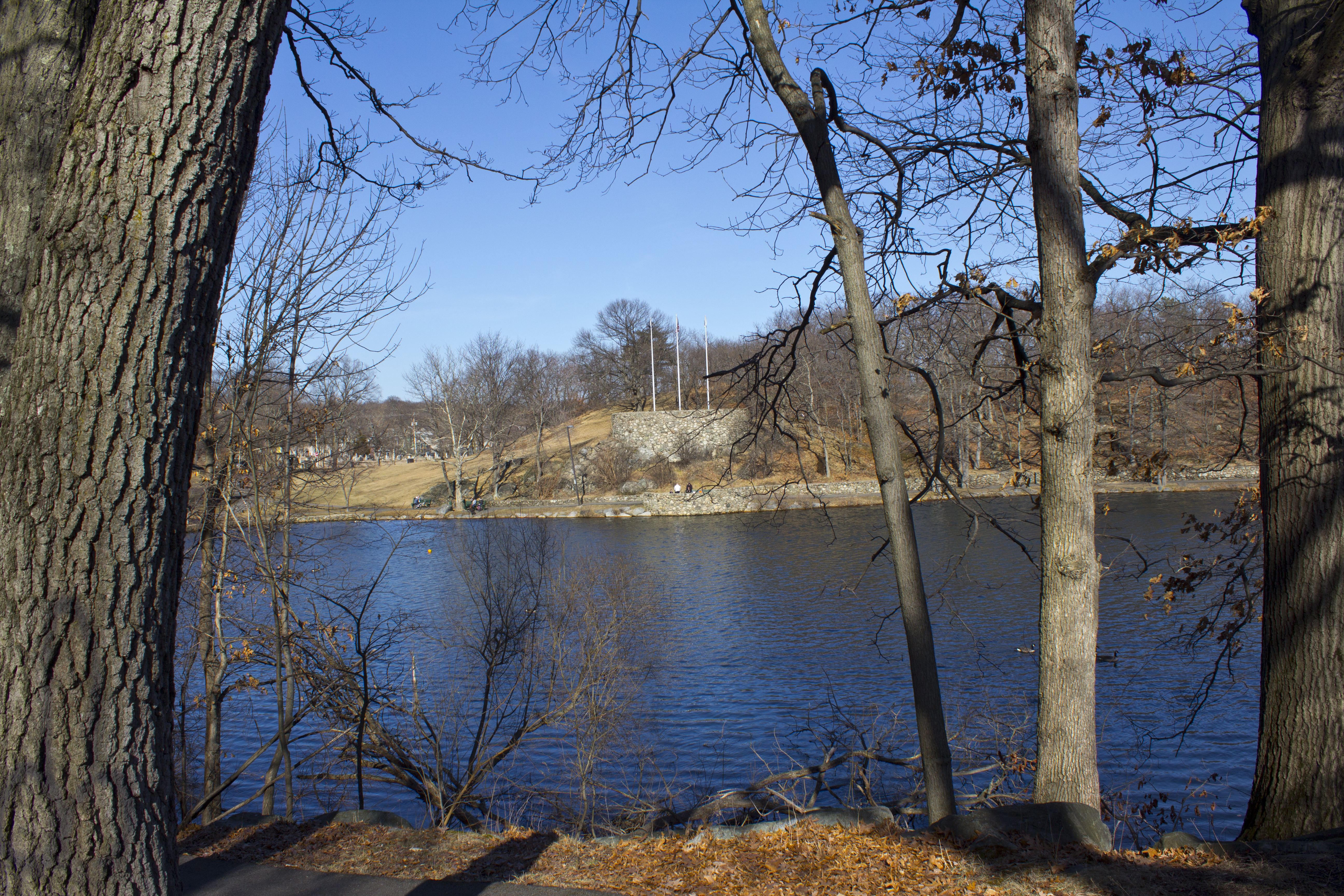
フェルスミア公園（2012年）

以下は2010年国勢調査による人口統計データである。
| 基礎データ - 人口: 59,450 人 - 世帯数: 25,161 世帯 - 家族数: 13,575 家族 - 人口密度: 4,290.5人/km2（11,788.6 人/mi2） - 住居数: 23,634 軒 - 住居密度: 1,799.8軒/km2（4,657.5 軒/mi2） 人種別人口構成 - 白人: 52.5% - アフリカン・アメリカン: 14.8% - ネイティブ・アメリカン: 0.14% - アジア人: 20.1% - 中国系: 11.1% - インド系: 3.1% - ベトナム系: 2.8% - 太平洋諸島系: 0.06% - その他の人種: 2.10% - 混血: 3.46% - ヒスパニック・ラテン系: 8.6% - プエルトリコ系: 1.8% - ブラジル系: 1.7% - エルサルバドル系: 1.5% - コロンビア系: 0.6% - ドミニカ系: 0.7% - メキシコ系: 0.5% - ペルー系: 0.4% - グアテマラ系: 0.4% | 年齢別人口構成 - 18歳未満: 19.9% - 18-24歳: 8.5% - 25-44歳: 36.9% - 45-64歳: 20.8% - 65歳以上: 13.9% - 年齢の中央値: 36歳 - 性比（女性100人あたり男性の人口） - 総人口: 92.8 - 18歳以上: 90.0 世帯と家族（対世帯数） - 18歳未満の子供がいる: 25.4% - 結婚・同居している夫婦: 42.8% - 未婚・離婚・死別女性が世帯主: 12.3% - 非家族世帯: 41.0% - 単身世帯: 32.2% - 65歳以上の老人1人暮らし: 11.58% - 平均構成人数 - 世帯: 2.42人 - 家族: 3.13人 収入と家計 - 収入の中央値 - 世帯: 45,654米ドル - 家族: 55,557米ドル - 性別 - 男性: 37,741米ドル - 女性: 31,157米ドル - 人口1人あたり収入: 22,004米ドル - 貧困線以下 - 対人口: 9.2% - 対家族数: 6.6% - 18歳未満: 11.6% - 65歳以上: 10.2% |

### 外国生まれの住人
2009年と2010年、モールデン市住人の37%はアメリカ合衆国の国外で生まれていた。この比率は1990年時点の数字の2倍になっており、2000年の26%と比べれば11ポイントの増加だった。モールデンのこの数字はチェルシー市に次いで、州内第2位だった。
2009年と2010年時点の移民はブラジル、中国、ハイチ、インド、モロッコ、パキスタンから移って来ていた。モロッコ・アメリカ市民文化協会がモールデン市内にある。
1800年代後半から1900年代初期の移民はイタリアとアイルランドからの者が多かった。第二次世界大戦の前後では、ヨーロッパから逃げてきたユダヤ人も入って来ていた。

## 教育

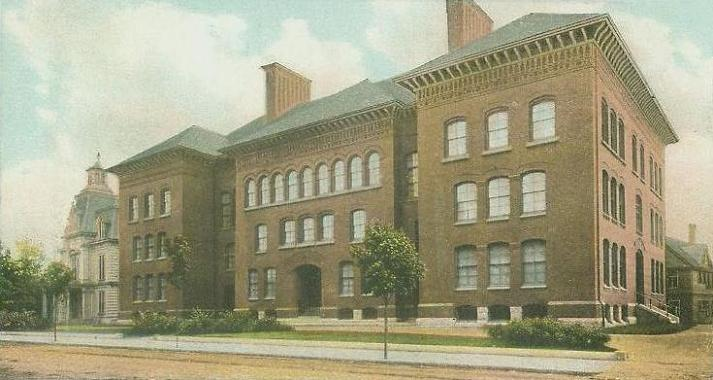
モールデン高校、1906年

モールデン公共教育学区が市内の公立学校を管轄している。小学校と中学校で5校、チャーターの小中高校1校、高校1校、就学前学校1校がある。公立のモールデン高校の他にカトリック高校と、ミスティック・バレー地域チャーター高校がある。2013年に教育統計全国センターが行った研究に拠ると、モールデン高校はマサチューセッツ州でも最も多様な公立高校となっていた。

## 地区

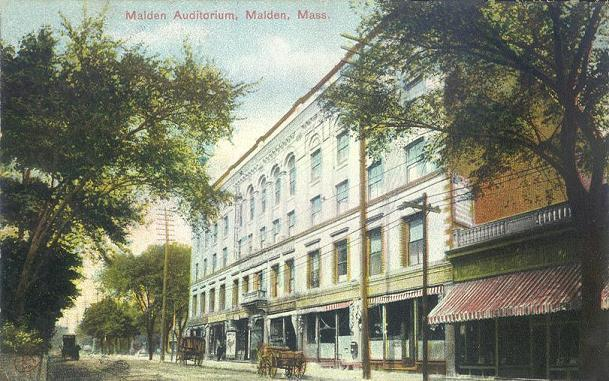
モールデン公会堂、1909年

ニューイングランドにある多くの町と同様、植民地時代や19世紀初期に遡ることのできる交差点とタウン・コモンにある広場の周りに、多くの町と地区が編成された。地区の多くはその地域にある主要な広場から名前が得られ、その独自性が与えられている。
モールデン市にある広場は、モールデン広場（メインストリートとプレザント通りの交差点）、コンバース広場（メインストリートとセイラム通り、フェリー通りの交差点）、オークグローブ広場（オークグローブ駅）、ベルロック広場（クロス通り、メインストリート、メドフォード通りの交差点）、ジャドソン広場（フェリーウェイ・スクール近く）、元サフォーク広場（クロス通りとブライアント通りの交差点）、ユダヤ人社会、メイプルウッド広場（レバノン通り、メイプルウッド通り、セイラム通りの交差点）、リンデン広場である。
市内にある地区は、フォークナー（元サフォーク広場の場所）、ウェストエンド、エッジワース、リンデン、フェリーウェイ、フォレストデール、メイプルウッド、ベルロック、ベルモントヒル（ベルロックとフェリーウェイの間）である。

### ベルロック

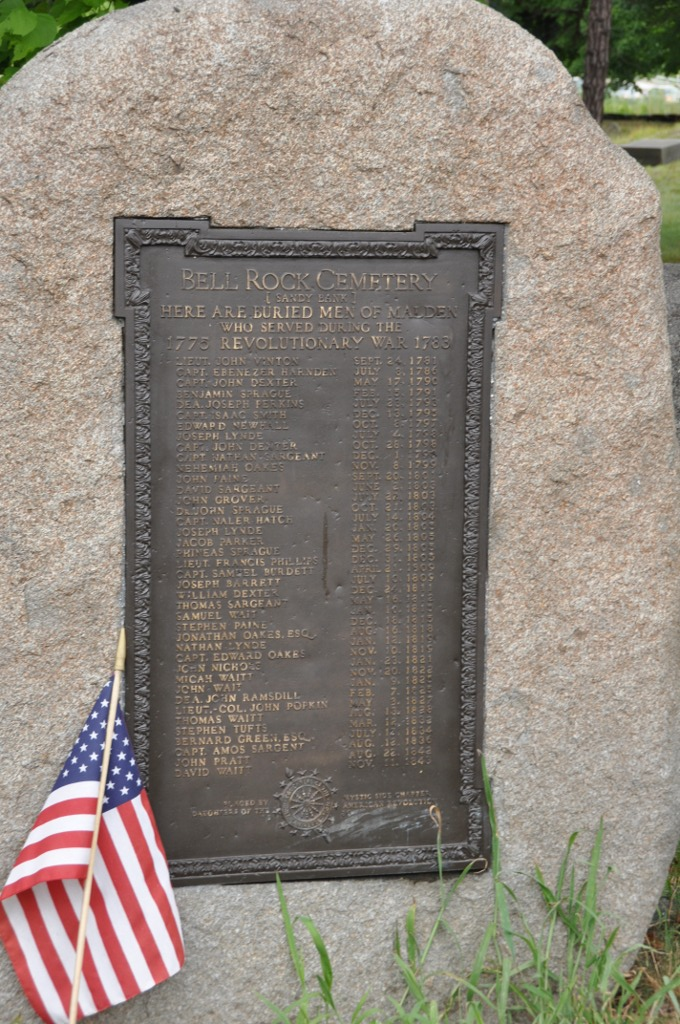
ベルロック墓地の歴史を解説する銘板

ベルロックは市内の南中部であり、東はメインストリート、北はチャールズ通り、西はモールデン川、南はエバレット市との市境で区切られる。その中にはアメリカ合衆国国家歴史登録財に指定されるベルロック記念公園やベルロック墓地があり、墓地には1670年まで遡ることができる碑銘がある。ベルロック墓地は、1832年にセイラム通り墓地が設立されるまでサンディ・バンクと呼ばれていた。その後の半世紀は旧埋葬地と呼ばれ、1882年に改名された。この地区にはニューイングランド・コーヒーの本社もあり、「モールデン市全体を焙煎されたコーヒーのような香りで包んだ」と言われている。

### エッジワース
エッジワース地区は市の南西部である。デヴィア公園、パール通り公園、キャラハン公園がある。市のフットボール場のマクドナルド・スタジアムもある。元のエマーソン・グラマースクールがある。コンバース・ゴム工場と事務所がパール通りの奥で操業していた。ここはコンバース「オールスター」バスケットボール・スニーカーズの当初の本拠地だった。モールデン・カトリック高校は当初この地区のハイランド・アベニューにあった。この高校のフットボール・チームはコマーシャル通りとメドフォード通りの角にあったギルバート兄弟スタジアムで試合を行った。イマキュレイト・コンセプション・グラマースクールは、チャールズ通りとハイランド・アベニューの角にあった。エッジワース地区はエバレット市とメドフォード市に接している。この地区にはセントロッコのフィースト、サンセッター・オーニングス、ピサ・ピザもある。

### フォークナー
フォークナー地区は、西にフェリー通り、南はエバレット市、東はデル通り、北はセイラム通りで区切られる。ピアース通り周辺のセイラム通りより北にある通りの数本はフォークナー地区に入ると見なされることもある。植民地時代にハーベルの工場がクロス通りと旧ボストン・アンド・メイン鉄道線路の交差点、イースタン・アベニューとセイラム通りの間、ハーベルズ・ブルック沿いの崖のすぐ下にあった。ハーベルズ・ブルックは西に流れてモールデン川に注いでいた。サウスモールデン（現在のエバレット市）からの道がセイラム通りの丘に向かう所で交差した。元ハーベルズ・ブルック・レーンと呼ばれていた道が現在はクロス通りと名前を変えた。19世紀、鉄道がハーベルズ・ブルックに沿って建設され、ソーガス支線と名付けられ、ブルックは狭められてソーガス支線ブルックと呼ばれる下水溝になった。この時期に、地域では工業が急成長し、ブライアント通りとクロス通り周辺を中心とする大きな移民地区が形を取って、サフォーク広場と名付けられた。20世紀初期、ソーガス支線ブルックは汚染のために暗渠にされた。1920年代と1930年代、イーストボストンとチェルシー、またボストンのウェストエンドとノースエンドから移ってきたユダヤ人移民がサフォーク広場に集まるようになった。この時代のフォークナーには路面電車の路線が3本、現在のマサチューセッツ湾交通局の運行する通勤電車の駅が2つあった。その名残の全てが105番ルート・バス路線である。1950年代、ユダヤ人が北の郊外部に出て行き、鉄道が衰退し、工場で持っていた経済は荒廃するようになり、みすぼらしい三階建て住宅と空き店舗がめだった。ボストンのスコリー広場やウェストエンドをモデルとした、大望あるが実験的な都市再開発プロジェクトによって、サフォーク広場と地区の大半が平地にされた。再開発プロジェクトを巡る議論によってサフォーク広場周辺の商業中心が失われ、密度の高い3家族住宅と郊外部のような低所得層と高齢者用公共住宅に置き換えられた。住宅開発には、サフォーク・マナー高齢者住宅、ボードン・アパート、ニューランド通りプロジェクトがあった。地区の学校は、リンカーン小学校、リンカーン・ジュニア高校/中学校、ダニエルズ小学校があり、さらにピアース通りとセイラム通り角のフォークナー学校もあった。21世紀の初め、ハーベルズ・ブルックの小部分が日の下に戻り、ルーズベルト公園の東端にセイラムウッド学校を建設した時に、公園の所で一部改修された。この地区の公園にはダニエルズ公園、リンカーン・コモンズ、ルーズベルト公園、ハーバード通り公園がある。

### フェリーウェイ
フェリーウェイは市内南中部である。フェリーウェイ学校やニューマン公園がある。この学校が現在使っている土地はフェリーウェイ・グリーンと呼ばれていた。

### フォレストデール
フォレストデールは市内北中部であり、フォレストデール学校と公園がある。パインバンクス公園と言う市内最大の公園もあり、フォレストデール墓地も最大の墓地である。フォレスト通りの一部は昔のインディアン道を辿っている。

### リンデン
リンデンは市内南東部であり、ブロードウェイ/州道99号線より東の全体である。リンデン学校とハンティング・フィールドがあり、グラナダ・ハイランズと呼ばれる中間的な大きさの頂部にアパートのある盛り上がった地域がある。この地区の大部分は19世紀後半まで沼の多いところだった。リンデン土地会社がハンティング・フィールド周辺の沼を埋め立てて造った土地を住宅用に切り売りした。住民がその土地を掘るとガラス瓶などを掘り出すことがある。ハンティング・フィールドはかつて、ブロードウェイ、セイラム通り、イースタン・アベニュー、クレアモント通りに囲まれた地域全体にかかる公園であり、数軒の家屋と、現在エコノロッジがある場所にあった大きな路面電車車庫があるだけだった。この公園にはある時点で公衆庭園と噴水があった。1940年代後半には退役兵のための民間ゲイテッドコミュニティと住宅開発、1953年にはリンデン小学校ができて、長い間に面積が小さくなってきた。退役兵住宅はその後低所得者住宅に転換された。この公園の最後の痕跡の1つは、古い入口だった教育の道である。最初の公園にあった大きなオークの木がクレアモント通りの角に今も立っており、石壁も残っている。

### メイプルウッド
メイプルウッドはモールデン広場の東約1マイル (1.6 km) にある。車ならセイラム通りか州道60号線を辿ってメイプルウッド広場に直接行くことができる。メイプルウッドの大半はモールデン市の第6区の内にある。メイプルウッドは3つの地区で構成されている。すなわちサウスブロードウェイ、メイプルウッドハイランズ（北東の丘陵地）、メイプルウッドローランズであり、ローランズが最も人口が多く、メイプルウッド広場を含み、地区全体の中心である。
多くの公共バスがメイプルウッドとマサチューセッツ湾交通局のオレンジラインとを結んでいる。メイプルウッドからボストンまで公共交通機関を使った所要時間は30分足らずである。メイプルウッドからソーガスのスクエアワン・モールまでは約15分である。マサチューセッツ湾交通局の地下鉄と通勤線の駅は、メイプルウッド広場から1.3マイル (2.1 km) の位置にある。メイプルウッド広場は、ボストン中心街から5マイル (8 km)、アメリカ国道1号線から1マイル (1.6 km)、州間高速道路93号線から2マイル (3 km) の距離にある。
メイプルウッド広場にはガソリンスタンド1軒（スーピアリア・ガス）、コンビニエンスストア2軒、シティズンズ銀行1軒、ドラッグストア2軒、ピーターの理髪店1軒、魚市場、肉市場、ピザ・パーラー3軒、眼科医1軒、歯科医1軒、会計士事務所1軒、ダンキン・ドーナッツ、玩具店、ジュールのアイスクリーム・パーラー、パパ・ジーノズ、洋服店とドライクリーニング店1軒、ダンス・スタジオ1軒、髪とネイルのサロン1軒、理髪店、保健機関、子供ダンス・スタジオ2軒、朝食レストラン1軒、パトリックス・パブ、リストランテ・セレナ、中華料理店2軒（テイクアウト1軒と食事処1軒）がある。メイプルウッド広場近くにはストップ・アンド・ショップがあり、プラネット・フィットネスもある。教会は、カトリック、バプテスト、メソジスト、ルーテル派のものがある。ユダヤ教のシナゴーグもある。学校としては、ミスティック・バレー地域チャータースクールとモールデン・カトリック高校があり、ウェイト通り延伸部の先にはセイラムウッド学校がある。
メイプルウッドの住宅は、新しい開発地の現代的な一戸建てから建築後100年を超す多くの家屋まである。古い家屋は長い間に更新されてきている。1家族や2家族で仕えるアパートも多く、ブロードウェイのクリフサイド・アパートのような新しいものもある。
地区内には公設公園が3つある。ルーズベルト公園、サウスブロードウェイ公園、トラフトン公園である。トラフトン公園は近年改修され、幼児の遊び場、テニスコート、ドッグランが備えられている。計画中のノーザン・ストランド・バイクトレイルはメイプルウッドを通って大西洋に向かう。

### ウェストエンド
ウェストエンドは市内の北西部であり、メドフォード市に接している。イマキュレイト・コンセプション教区、フェルスミア池、アメリジ公園がある。ビービ学校が地区内にある。モールデン病院が運営されていた時はこの地区にあった。フェルスエーカー事件がここで起こった。

## 市政府とインフラ

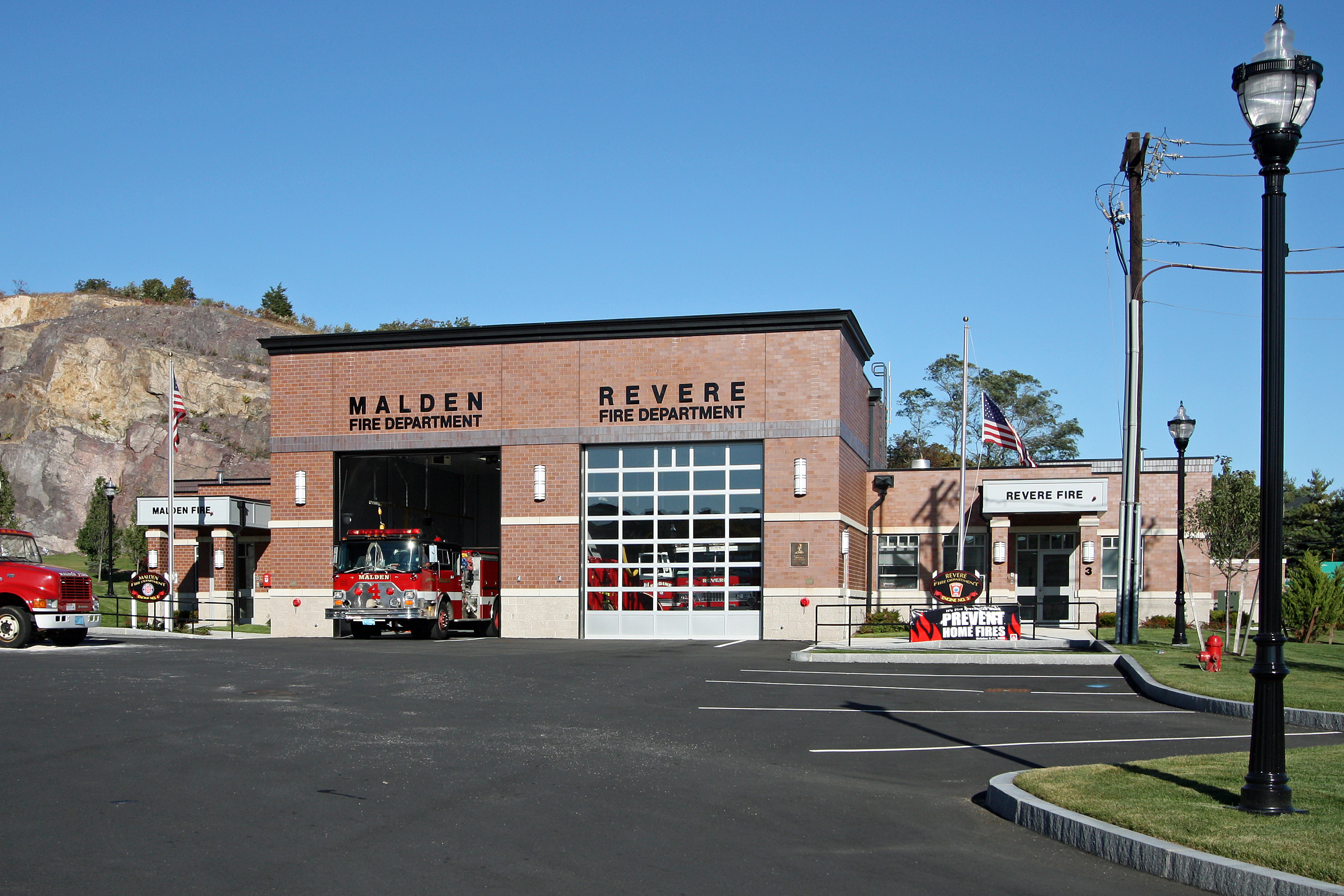
消防署 #4、リビア消防署と共有

### 消防署
モールデン消防署は3つの駐屯所から活動しており、2つはモールデン市内に、1つはリビア市内にある。装備は消防車4台（予備1台）、梯子車2台、指揮車1台、防火部隊1つ、警防部隊1つ、機械部隊1つである。

### 教育
マサチューセッツ州初等中等教育部の本部が市内にある。

## 交通

### 主要高規格道路
マサチューセッツ州道29号線、同60号線、同99号線、アメリカ国道1号線がモールデン市内を通っている。州道16号線と州間高速道路93号線も市外だが近くにある。

### バスと鉄道
モールデン市はマサチューセッツ湾交通局の地下鉄オレンジラインでボストン中心街と繋がれている。駅はモールデンセンターとオークグローブである。マサチューセッツ湾交通局の通勤鉄道もモールデンセンター駅で停止し、必要ならばオークグローブでも停車できる。2000年代初めの数年間、マサチューセッツ湾交通局は信号体系を更新しオレンジラインのサービスは夜間にシャトルバスに置き換えられた。2007年9月からそのような運航停止は週末に限られている。一方信号体系の修繕により、オレンジラインの北部を閉鎖し、乗客はヘイマーケット地下鉄駅あるいはウェリントン駅からバスに乗り換えている。
旧ボストン・アンド・メイン鉄道のソーガス支線のかなりの部分が、モールデン市内中央を通っている。この線は現在マサチューセッツ湾交通局が所有しているが、1993年から使われなくなり、旅客サービスは1958年から無くなっていた。これら路線の通行権がある土地の横にバイクトレイルを造る計画がある。予算不足と浸食で計画は進んでいなかったが、2012年6月3日に開通した。この道はノーザン・ストランド・コミュニティ・トレイルと呼ばれている。
付近の町にはマサチューセッツ湾交通局のバス便を利用できる。

## 見どころ

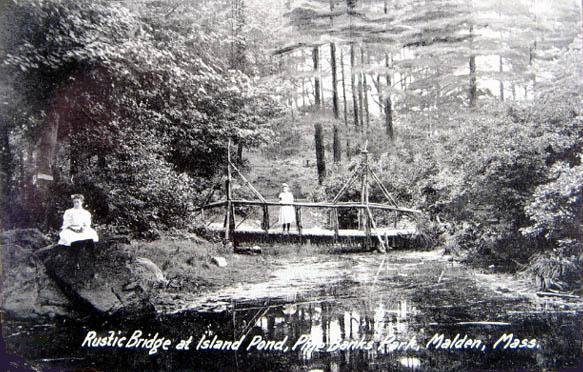
パインバンクス公園、1908年

市内には約30の公園があり、テニスコート、バスケットボールコート、遊技場、球戯場など様々なレクリエーション施設を提供している。その他、マクドナルド・スタジアムの400 m 総合陸上競技用トラック、広さ56エーカー (230,000 m²) のミドルセックス・フェルズ保護地、25エーカー (100,000 m²) のフェルスミア池、水泳プール、新しい校舎再建計画の下に建てられた30,000平方フィート (2,800 m²) のフィールドハウス、2007年初期に建設が完了した最新式モールデンYMCA、パインバンクス公園がある。パインバンクス公園は信託委員会とモールデン市およびメルローズ市からの同等代表によって運営されている。ウェイツ山も市内にある。
その他の見どころとして、コンバース記念図書館と、コングリゲーション・ベス・イスラエルがある。市内でも美しく目立つ目印はヘンリー・ホブソン・リチャードソンが設計し、1885年に建設された公共図書館がある。

## 著名な出身者
- ジャック・アルバートソン、俳優、アカデミー助演男優賞受賞
- ウォルター・ブレナン、俳優、アカデミー助演男優賞受賞[17]
- ゲイリー・シェローン、シンガーソングライター
- E・S・ガードナー、推理作家
- アドニラム・ジャドソン、宣教師、ビルマ（現ミャンマー）で最初のプロテスタント牧師になった
- キラー・コワルスキー、プロレスラー
- フランク・ステラ、画家、彫刻家

## 大衆文化の中で
- 20世紀前半の作家エリオット・ポールによる『ソーガス支線のリンデン』には、20世紀初期のモールデンの生活が描かれている。リンデンという名前はモールデン市の最東部であり、リビア市に接している。リンデンはボストン・アンド・メイン鉄道のソーガス支線がエバレットからモールデンとソーガスを通ってウェストリンまで走っている途中にあった。旅客列車は1950年代に停止され、貨物列車も1990年代後半に停まり、その後の2012年に線路が外されてバイクトレイルになった
- スティーヴン・キングのゾンビ・スリラー小説『Cell』（2006年）では、モールデンが舞台になっている。キングはモールデンに親戚が居たので、過去の作品でも度々モールデンに言及している。
- 作家デイビッド・エバンス・カッツによる2003年の小説『Sin of Omission』では、モールデンのサフォーク広場が舞台になっている。モールデンはミドルセックスと呼ばれている
- ミステリー作家トニ・ケルナーの2008年の小説『Without Mercy』はモールデンが舞台になっている。主人公はモールデンセンターに近いアパートで生活しており、パール通り駅やタウン・ピザ・ハウスの地元企業が出て来る
- ロバート・ミッチャムが主演した1973年の映画『エディ・コイルの友人たち』では、冒頭に近い銃の購入シーンが、市内東部境界に近い元ロー・クエリーの石切り場や採石場で撮影された。このシーンは最近発売されたDVDのカバーに使われている
- デニス・リアリーが主演した1998年の映画『Monument Ave.』の一部はモールデンで撮影された
- 2010年の映画『ザ・タウン』では、モールデンのストップ・アンド・ショップが言及された